# Берт Хеллінгер
Берт Хеллінгер (15 грудня 1925, Лаймен ; † 19 вересня 2019, Бішофсвізен) — німецький письменник, психоаналітик і «сімейний терапевт». Після закінчення навчання на священика в 1952 році, він багато років був директором південноафриканської місіонерської школи. З кінця 1970-х років він розробив свою форму сімейної констелляції, форму групової роботи, яку він сам описав як «метод допомоги життю», модифікувавши методи системної сімейної терапії . Метод констелляції Хеллінгера не є самостійним методом психотерапії. Основна концепція та підхід Хеллінгера до клієнтів є дуже суперечливими. Численні критики регулярно звинувачували Хеллінгера в тому, що він шарлатан, оскільки він не мав належної підготовки і ніколи не мав ліцензії на медичне страхування.

## Загальні відомості
Хеллінгер вивчав філософію, католицьку теологію та педагогіку. У 1952 році він отримав статус священика, а потім до 1968 року працював керівником школи католицької місії в Південній Африці . Як член конгрегації місіонерів Маріаннхіл Хеллінгер носив ім'я Сьюйтберт, скорочено «Берт». Він зберіг це коротке ім'я навіть після того, як покинув орден і склав священство в 1971 році. Ім'я Берта, що було дане йому за народженням — Антон.
У 1971 році він уперше одружився. Зі своєю другою дружиною, Марією-Софі Хеллінгер-Ердьоді, тимчасово переїхав до орендованої квартири в Штангґасі, в район Бішофсвізен, де колись було помешкання Адольфа Гітлера, що викликало іскру критики в пресі.

## Навчання
Після повернення з Південної Африки Берт Хеллінгер закінчив психоаналітичну підготовку (1968—1972). Він пройшов психоаналітичний тренінг та численні курси підвищення кваліфікації в різних сферах психотерапії. Однак Психоаналітична асоціація відмовила йому у визнанні його психоаналітичної підготовки після того, як він прочитав схвальну лекцію про нетрадиційного та суперечливого аналітика та психолога Артура Янова .
У 1982 році психоаналітична підготовка Хеллінгера була визнана Мюнхенською асоціацією психоаналізу MAP.
Після цього Хеллінгер поїхав до США і закінчив курси, зокрема, з первинної терапії у Артура Янова, провокаційної терапії у Френка Фарреллі та гіпнотерапії у Джеффа Зейга, Стівена Ланктона, Стівена Гіллігана. Він працював викладачем-терапевтом транзактного та сценарного аналізу .

## Діяльність
З першою публікацією Хеллінгера «Zweierlei Glück», опублікованою Гунтардом Вебером у 1993 році, виник інтерес до його роботи. У 1994 році Гюнтхард Вебер (Гейдельберзька школа) заснував вересневу групу (25 осіб) у Креберзі/Оденвальді. Ця група склала організаційне ядро для наступних груп і асоціацій Хеллінгера:
- 1995 Заснування Міжнародної робочої групи системних рішень Берта Хеллінгера IAG
- 2000 Заснування Міжнародної робочої групи з системних рішень за Бертом Хеллінгером (IAG e. V.) як неприбуткове товариство
- 2004 Заснування власного клубу GfS(D)gGMbH

## Методи
У класичній сімейній констеляції за Хеллінгером констелятор розставляє людей, що представляють членів сім'ї, просторово, таким чином, щоб вони відповідали суб'єктивній реальності клієнта. Це призводить до можливості сприйняття мережі відносин, суб'єктивно пережитих (клієнтом) у його системі, і розпізнавання зв'язків. Сімейні констеляції виявляють щось «приховане», що може виявитися за межами маніпуляцій і свідомого фонового знання. Часто спостерігається ефекти, коли представники розстановки можуть надати досить точну інформацію про відчуття представлених людей. За словами Берта Хеллінгера, сімейна констеляція спочатку була лише методом визначення того, якими є стосунки в родині,, і це було в першу чергу нейтрально. Основна увага методу зосереджена не на людині, яка формує систему, а більше на стосунках між тими, хто бере участь у ній.
Для Хелінгера констеляції не є переважно терапевтичним методом, а є інструментом, який можна з користю використовувати в багатьох сферах.
Процедури, розроблені Хелінгером для сімейних констеляцій, також були перенесені в інші системи (робочі групи та організації) з 1990-х років і називаються системними розстановками або системними констеляціями в загальному контексті. Констеляції в корпоративному контексті називаються організаційними констеляціями.
Берт Хеллінгер дистанціювався від спроб науковізувати свій метод. У 1999 році він заснував «Hellingerschule» з підприємцем Марією-Софі Ердоді, і вони одружилися в 2002 році. Відтоді їхня робота зосереджена на подальшому розвитку, так званої «духовної сімейної констеляції» . Це дає можливість приєднатися до руху, який стоїть за всіма рухами, «йдучи з духом». Штаб-квартиру Hellinger Sciencia GmbH & CO. KG було переведено в Бад-Райхенгалль у 2022 році.

## Основна концепція Хеллінгера
Хелінгер постулював три сфери — баланс, порядок, зв'язок (приналежність) як основні людські системні потреби. Згідно з його власними твердженнями, його основним внеском у роботу над системною констеляцією було просто визнання істотності сфери приналежності — що ніхто не має бути виключений із належності (до системи) . Гелінгера особливо критикували за його ідею патріархально впорядкованої сім'ї, в якій батьки завжди дають, а діти завжди беруть, і тому повинні шанувати батьків, щоб залишатися здоровими. Теза, висунута Хелінгером щодо кореляції порядок/хвороба, критикується, серед інших, Клаусом Вебером. Хеллінгер перейняв концепцію ієрархічного порядку від попередніх сімейних терапевтів (пор. parentification) . Відповідність цим трьом системним базовим потребам контролюється індивідуальною (доброю/поганою) свідомістю, з одного боку, та колективною (груповою чи системною) свідомістю, з іншого. На духовному рівні Хелінгер говорить про третю форму совісті, совісті «великої душі». Лише на цьому третьому рівні Хеллінгер більше не розрізняє жертв і злочинців. Ця неспроможність провести різницю між жертвами та злочинцями призвела до критики Хеллінгера, особливо в контексті німецької провини часів націонал-соціалізму; моральна неспроможність розрізнити жертви та злочинців у випадках зґвалтування призвела до жаху та обурення, особливо серед феміністок. Концепція сімейного порядку Хеллінгера зазвичай класифікується як традиційна і патріархальна.

## Критика методу
На кінець 2003 року метод Хеллінгера нараховував близько 2000 практикуючих послідовників, але з 2002 року почали виникати великі суперечки що до нього в професійних колах і широкій громадськості. Хелінгера звинуватили в порушенні численних правил психотерапевтичної роботи під час його публічних сімейних констеляцій, в тому, що він згодом залишав своїх клієнтів самих і не допомагав їм адекватно осмислювати свої враження та часто сильну емоційну напругу. Крім того, його звинувачували в тому, що це не є визнаною формою психотерапії, і що вона непридатна для лікування психічних розладів, науково не доведена та несе значні ризики.
Психотерапевт Майкл Утш прокоментував це так: "У консультативній та терапевтичній сфері все виглядає інакше. Є деякі професіонали, які включають сімейні розстановки Хелінгера в своє лікування. […] Як діагностичний інструмент це може приносити користь у досвідчених руках, але як суворий інтерпретаційний інструмент воно також може бути небезпечним .
Проблема з методом Хеллінгера полягала в тому, що протягом тривалого часу його майже не викладали, і що кілька тисяч сімейних констеляторів зрештою застосовували його так, як особисто вони вважали за потрібне. Багато констеляторів сьогодні все ще заявляють про використання розстановок за Хелінгером, хоча вони не вивчали матеріали та не навчалися особисто у Хеллінгера, що також було розкритиковане Коліном Голднером.
У досьє ZEIT від 21 серпня 2003 року Мартін Бухгольц описав типовий процес сімейної констелляції за Хелінгером: «У короткій попередній бесіді клієнт описує свою проблему констелятору. Анамнез особистого життя та хвороби не потрібен. Терапевта цікавлять лише „важливі події“ в сімейній історії пацієнта. Експонент вирішує, що є „важливим“. Чи були розлуки, розлучення чи самогубства? Абортовані чи мертвонароджені діти? Жертви війни чи інші предки, які рано померли? Експонент за методом Хелінгера шукатиме доти, доки не знайде такого „нешановного“ члена родини серед родичів клієнта. (…) Кожна родина має душу, яка доленосним чином пов'язує всіх членів, вважає Хеллінгер. Тому не варто нікого виключати з родини. Це карає „родинну душу“ хворобами для найближчих родичів чи нащадків, які тепер несвідомо ототожнюються зі злою долею цієї виключеної людини. (…) Допомога „заплутаному“ клієнту приходить лише тоді, коли відновлюються „порядки любові“, ієрархічно структурована сімейна система, яку Хелінгер визнав цілющою…» (На початку 2004 року було підраховано близько 2000 терапевтів Hellinger з дуже різною репутацією).
З іншого боку, класична (більш статична) сімейна констеляція за Хеллінгером все ще практикується навіть авторитетними терапевтами та лікарями, але переважно як частина комплексної терапевтичної концепції. Вона була визнана в професійних колах, наприклад, Арістом фон Шліппе та Йохеном Швейцером у підручнику з системної терапії та консультування (1996), який був повністю переглянутий у 2012 році та перевиданий у 2013

### Критика особи
Критичне зображення Хеллінгера та його робіт у різних ЗМІ почалося в 2002 році, зокрема зі статті в Spiegel (автор Беате Лакотта). Серед видатних громадських експертів, які критикують Хеллінгера та його роботу, є клінічний психолог Колін Голднер і професор психології Клаус Вебер . Обидва вважають «вчення» Хеллінгера є «базованим на фашистських ідеях». Часто цитований уривок із праці Хеллінгера «Божі думки» (2004), який стосується Адольфа Гітлера, не здається виправдовуючим у цьому відношенні: «Якщо я поважаю вас, я також поважатиму себе. Якщо я ненавиджу вас, я також ненавиджу себе. Тоді я можу тебе любити? Можливо, я повинен любити тебе бо інакше мені також не дозволять любити себе?» Навіть тодішній голова Системного товариства Аріст фон Шліппе засудив Хеллінгера з цього приводу у відкритому листі (який був прийнятий численними ЗМІ та авторами в країні та за кордоном як аргумент проти Хеллінгера), але в у своєму другому Відкритому листі було чітко зазначено: «Для мене Берт не є ні нацистом, ні фашистом, і його мислення не є піонером „коричневого“ світогляду», і що його фактична критика виникла через його «системну відповідальність. „
Психоаналітик Міха Гілгерс (2003) вважає методологію Хеллінгера «незрозумілою» і звинувачує його: «З сумішшю теологічних фраз і містичних історій, простих істин і абсолютних (іноді абсурдних) оціночних суджень Берт Хеллінгер стверджує, що забезпечує всеосяжну допомогу. Вимагаючи поваги і смирення до батьків і членів сім'ї, Хелінгер ставиться до своїх пацієнтів зухвало й зневажливо». Ставрос Менцос, також психоаналітик, у 2006 році писав, що образ зарозумілого авторитаризму Хелінгера, який був небезпечним для пацієнтів, часто передавався його учням.
У липні 2004 року Системне суспільство у своїй Потсдамській декларації оцінило практику Хеллінгера переважно негативно.
Твердження, що містяться в цій Потсдамській декларації, окремо критично розглядає Вільфрід Неллес у «Суперечці Хеллінгера» . Гюнтхард Вебер не підписав цю Потсдамську декларацію, оскільки вважав, що внесок Хелінгера в роботу зі створення сузір'їв був недостатньо визнаний.
Велика кількість представників сімей, терапевтів і журналістів дистанціювалися від Хелінгера (більш-менш нерішуче) як і Німецьке товариство системної терапії та сімейної терапії (DGSF) у 2003 році, яке вважало методи Хеллінгера етично неприйнятною та небезпечною оцінкою постраждалих.

## Визнання
У 2014 році він отримав почесне громадянство Мехіко, а в 2019 році — Сан-Паулу .

## Твори (на вибір)
- Гюнтхард Вебер (ред.) : Два види щастя. Системна психотерапія Берта Хеллінгера. Карл-Ауер, Гейдельберг 1995, ISBN 3-89670-197-5 .
- Ордени кохання. Карл-Ауер, Гейдельберг 1996, ISBN 3-89670-215-7 .
- З Габріеле тен Хьовель: Визнаючи те, що є. Розмови про обвиття і зцілення. Kösel, Кельн 1996, ISBN 3-466-30400-8 .
- Іди з душею. Herder, Freiburg 2001, ISBN 3-451-27579-1 .
- Накази про допомогу. Навчальна книга. Карл-Ауер, Гейдельберг 2003, ISBN 3-89670-421-4 .
- Думки на ходу. Kösel, Кельн 2003, ISBN 3-466-30642-6 .
- Думки Божі. Їх коріння та їх вплив. Kösel, Кельн 2004, ISBN 3-466-30656-6 .
- Рейчел плаче за своїми дітьми. Сімейне розміщення з тими, хто пережив Голокост в Ізраїлі. Передмова: Хаїм Дасберг. Гердер, Фрайбург 2004, ISBN 3-451-05443-4 .
- Правда в русі. Гердер, Фрайбург 2005, ISBN 3-451-28480-4 .
- З Габріеле тен Хьовель: довга дорога. Розмови про долю, примирення і щастя. Kösel, Кельн 2005, ISBN 3-466-30694-9 .

## Підручники, деякі з яких посилаються на Хеллінгера
- Аріст фон Шліппе, Йохен Швейцер : Підручник із системної терапії та консультування I. Базові знання. 2-ге (повністю переглянуте) видання, Vandenhoeck and Ruprecht, Göttingen 2013 (перше видання 1996). ISBN 978-3-525-40185-9 .
- Аріст фон Шліппе, Йохен Швейцер: Підручник системної терапії та консультування II. Специфічні знання про розлад. 5. Видання, Vandenhoeck & Ruprecht, Göttingen 2014 (перше видання 2006), ISBN 978-3-525-46256-0 .